# Ilhas Ninigo

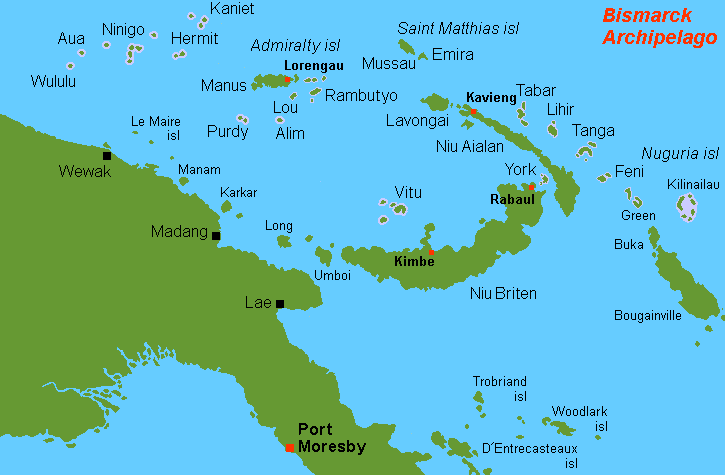
Neste mapa da Papua-Nova Guiné as ilhas Ninigo surgem no topo, à esquerda.

As ilhas Ninigo são um grupo de 31 pequenas ilhas no arquipélago das Ilhas Ocidentais, Ilhas do Almirantado, na Papua-Nova Guiné, a norte da ilha da Nova Guiné. O grupo Ninigo fica 225 milhas náuticas a nordeste de Jayapura, na Papua Ocidental, e a 60 milhas náuticas a oeste das ilhas Hermit.

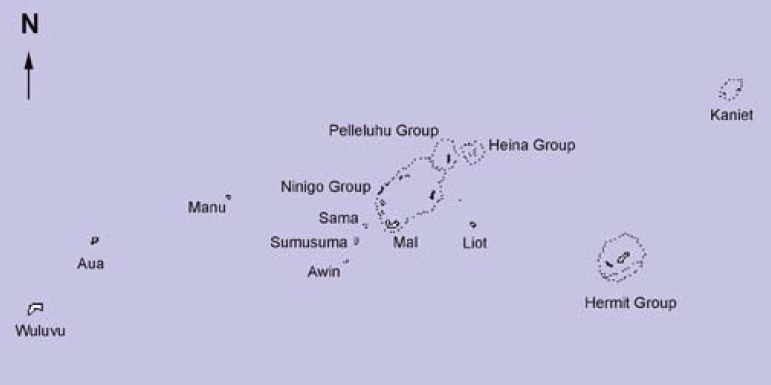
Carta das Ilhas Ocidentais com as ilhas Ninigo no centro